# Mads Eslund
Mads Eslund (født 1975) er en dansk forfatter, sangskriver og underviser. Han er uddannet fra Forfatterskolen i 2003. Eslund er studieansvarlig ved Talentskolens forfatterlinje, Dansk Center for Kunstnerisk Talentudvikling, Næstved, og har igennem mange år været lærer på Testrup Højskoles skrivelinje. Fra 2016-2018 var han kunstnerisk leder af Nordisk poesifestival/Rolf Jacobsen-dagene i Hamar, Norge, og medlem af Kunstrådet i Aarhus Kommune 2014-2017. Debut i 2005 med Stærkt røde sokker til slidte blå jeans. I 2015 udkom konceptværket imnothererepresentinghardbodies og i 2019 Quattro stagioni. Seneste bogværker er Jeg skar Den Sidste Nadver ud af frugt. Jeg brugte timer på det, et privattryk udgivet i 2020, og bogobjektet Mads Eslund tro (2021). Mads Eslund har skrevet tekster til to sange i den 19. udgave af Højskolesangbogen (nr. 160: Hvad tænker Ingrid på og nr. 416 Er Vesterhavet vest nok). I 2022 har han sammen med musiker og komponist Thorbjørn Krogshede lanceret bandprojektet Blåhat, som har udgivet albummet Knive og gafler skal pege. Og i 2022 er hans oversættelse af norske Tor Ulvens Sten og spejl udkommet.

## Udgivelser
- Stærkt røde sokker til slidte blå jeans, Anblik 2005
- imnothererepresentinghardbodies, Antipyrine 2015
- Quattro stagioni, Tredje september 2019
- Jeg skar Den Sidste Nadver ud af frugt. Jeg brugte timer på det, League of Morons 2020 (privattryk)
- Mads Eslund tro (dokumenteret på madseslundtro.blogspot.com)
- Blåhat: Knive og gafler skal pege, ONEMIC / Fabulous Gramophone 2022
- Oversættelse af Tor Ulven: Sten og spejl, Forlaget Sidste Århundrede 2022

## Eksterne kilder og henvisninger
1. ↑  "Talentskolens forfatterlinje". Arkiveret fra originalen 22. april 2017. Hentet 10. februar 2017.
2. ↑  Nordisk poesifestival

- Mads Eslund på Forfatterweb.dk